# Dundas (métro de Toronto)
Pour les articles homonymes, voir Dundas.
Dundas est une station de la ligne 1 Yonge-University du métro, de la ville de Toronto en Ontario au Canada. Elle se situe au numéro 300 de la rue Yonge, à hauteur de la rue Dundas (en).

## Situation sur le réseau
Établie en souterrain, la station Dundas de la ligne 1 Yonge-University, précède la station Queen, en direction du terminus Vaughan Metropolitan Centre, et elle est précédée par la station College, en direction du terminus Finch.

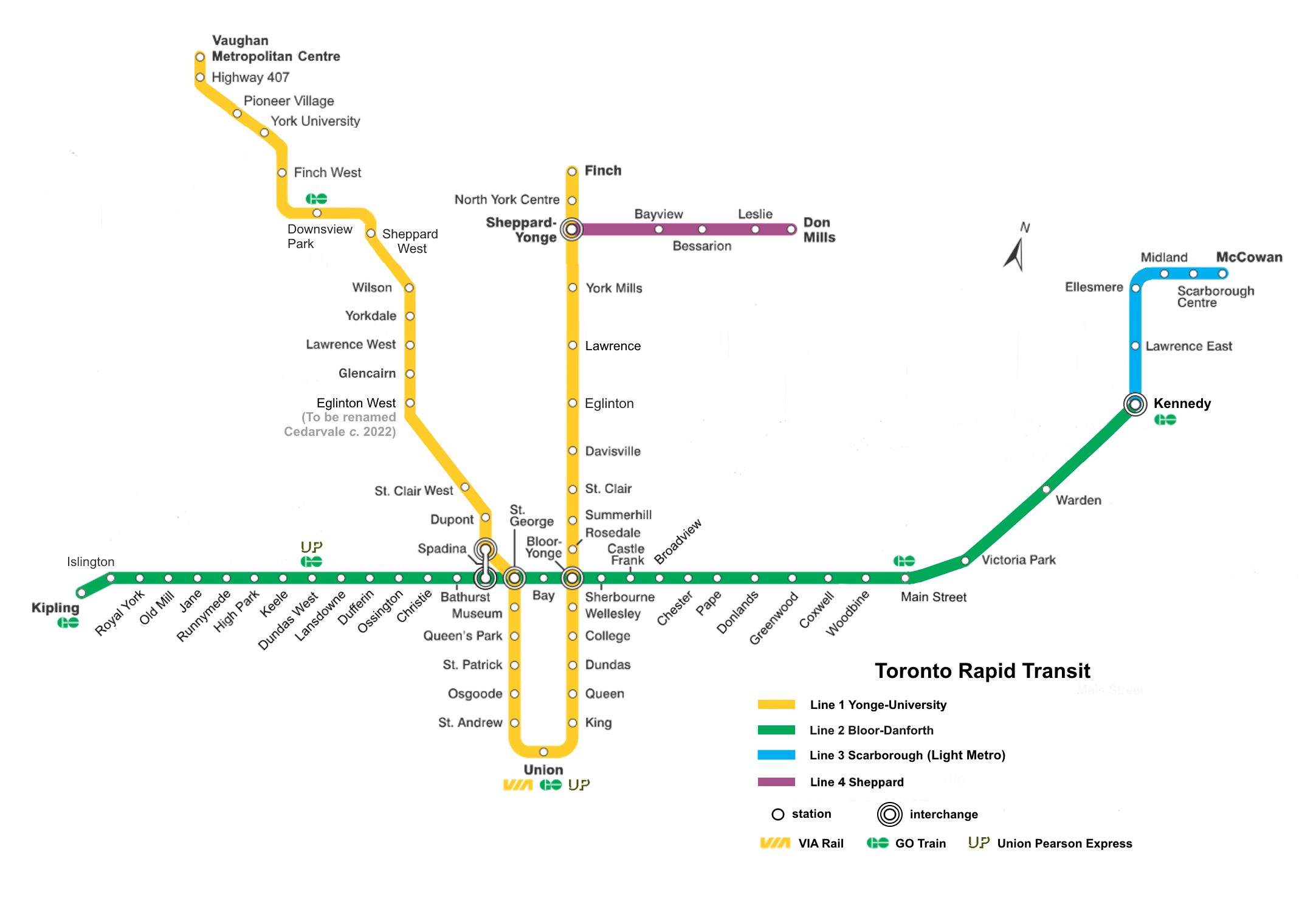
Plan du métro de Toronto (2018).

## Histoire
La station Dundas est mise en service le 30 mars 1954.
La station a une fréquentation de 69 150 personnes par jour pour l'année 2010.

## Services aux voyageurs

### Intermodalité
La station est connectée par voie souterraine aux centres commerciaux Eaton Toronto, 10 Dundas East (en) et Atrium on Bay, et est l'une des cinq stations de métro de Toronto à être connecté au réseau pédestre souterrain connu sous le nom de PATH.
Elle est en correspondance avec la ligne 505 Dundas du tramway de Toronto.

## À proximité
- Université Ryerson
- Canon Theatre
- Chinatown
- Hôtel de ville de Toronto
- Olympic Spirit Toronto (en)
- Toronto Coach Terminal (en)